# کیران اوهارا

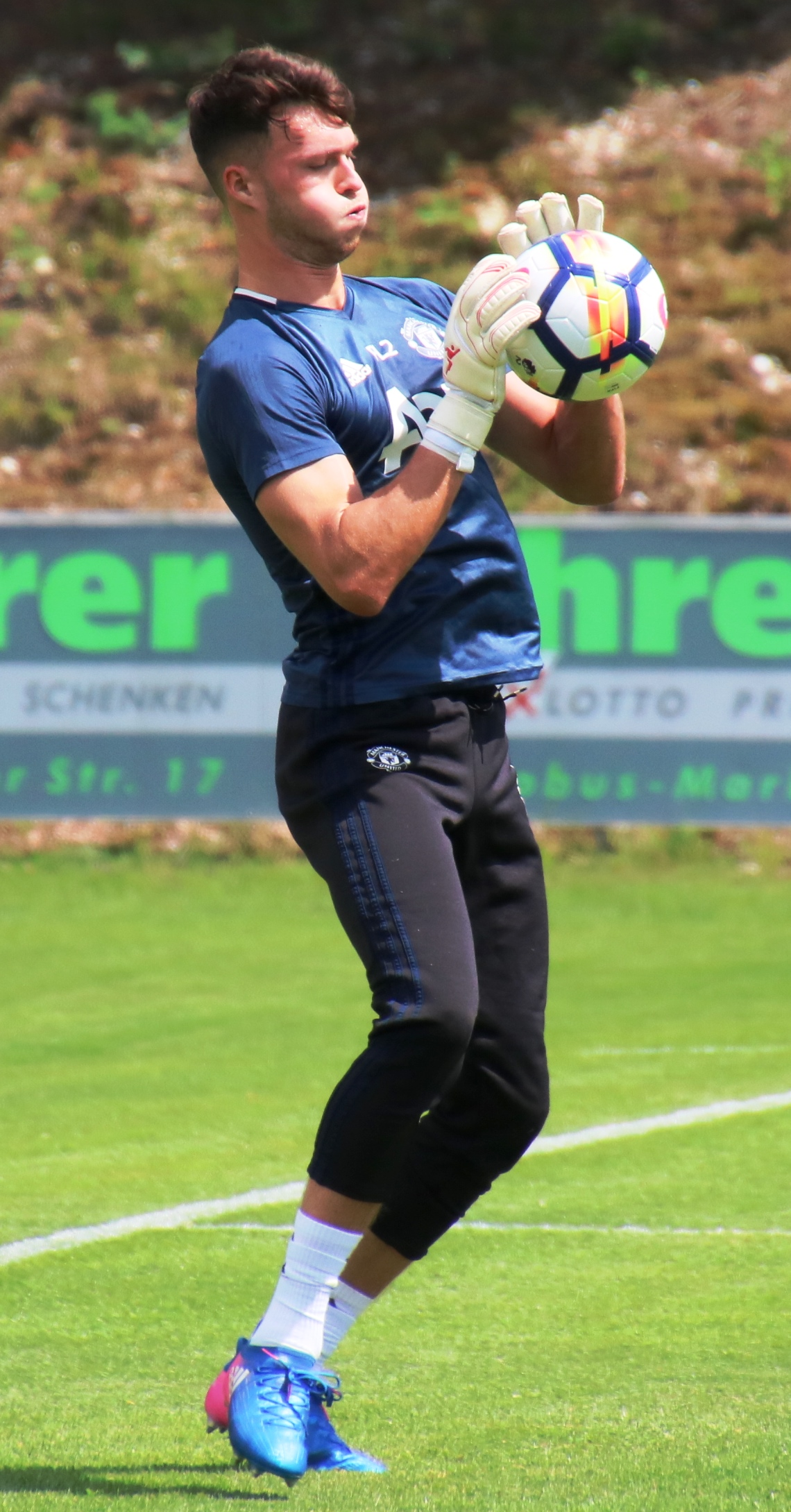
کیران اوهارا در سال ۲۰۱۷

کیران اوهارا (انگلیسی: Kieran O'Hara؛ زادهٔ ۲۲ آوریل ۱۹۹۶) بازیکن فوتبال اهل بریتانیا است.
از باشگاه‌هایی که در آن بازی کرده‌است می‌توان به باشگاه فوتبال منچستر یونایتد، باشگاه فوتبال ترادفورد، باشگاه فوتبال فایلد، باشگاه فوتبال مورکم، باشگاه فوتبال استوک‌پورت کانتی، و باشگاه فوتبال مورکم اشاره کرد.
وی همچنین در تیم ملی فوتبال زیر ۲۱ سال جمهوری ایرلند بازی کرده‌است.